# Hymenaster quadrispinosus
Hymenaster quadrispinosus is een zeester uit de familie Pterasteridae.
De wetenschappelijke naam van de soort werd in 1905 gepubliceerd door Walter Kenrick Fisher.